# Андреев, Григорий Петрович (народоволец)
Григорий Петрович Андреев (около 1855 — после 1885) — народоволец. Из крестьян, незаконнорождённый. Вольнослушатель Технологического института, в который поступил в 1873 после окончания Самарской мужской гимназии. В 1874 привлекался по делу о пропаганде в Российской империи вместе с П. А. Трофимовым и И. С. Вейнштейном. 19 апреля 1875 арестован в Бугурусланском уезде Самарской губернии и по высшему повелению 7 ноября административно выслан в Вологодскую губернию. Задержан как пропагандист 27 февраля 1879 в Николаевском уезде Самарской губернии, и 24 апреля 1880 выслан в Сибирь.